# Nebojša Joksimović
Nebojša Joksimović, slovenski košarkar, * 17. november 1981, Koper.

## Začetki
Košarkarskih veščin se je naučil v rodnem Kopru, kjer je igral skoraj do svojega 22. leta. Tik pred tem je prestopil v Laško.

## Klubska kariera
Kariero je dve leti nadaljeval v Laškem, nato pa se je za 4 leta preselil v srbski Hemofarm. Po avanturi v Rusiji (Lokomotiv Kuban) in Italiji (Scavolini) se je preselil v Bosno in Hercogovino ter kar za tri leta zaigral za Igokeo. V sezoni 2013/14 je igral za Union Olimpijo, od sezone 2014/15 pa je bil član KK Krka. Od oktobra 2015 je član zagrebške Cibone.

## Reprezentanca
Na Evropskem prvenstvu 2015 bo prvi organizator igre v slovenski reprezentanci. 

## Osebno
Njegovi predniki so srbskega porekla, zato ima dvojno državljanstvo.